# Gisebo
Gisebo (soms ook Gissebo gespeld) is een plaats in de gemeente Jönköping in het landschap Småland en de provincie Jönköpings län in Zweden. De plaats heeft 100 inwoners (2005) en een oppervlakte van 14 hectare. Gisebo ligt aan het Vättermeer en de Europese weg 4. Voor de rest bestaat de directe omgeving van de plaats uit zowel landbouwgrond als bos. Ook liggen er vrij veel boomgaarden in de directe omgeving van Gisebo. De stad Jönköping ligt zo'n vijf kilometer ten zuiden van het dorp.